# Fora
Fora AB administrerar kollektivavtalade försäkringar.
Fora AB ägs av Svenskt Näringsliv tillsammans med LO och har 240 anställda. Fora administrerar Avtalspension SAF-LO och trygghetsförsäkringar från AFA Försäkring samt andra trygghetslösningar.
Fora sköter pensionsval och information för Avtalspension SAF-LO.